# Personne physique en droit français
Pour les autres articles nationaux ou selon les autres juridictions, voir Personne physique.
Au sens du droit français, « une personne physique est un être humain doté, de la personnalité juridique ».
La personne physique se voit alors reconnue en tant que sujet de Droit, et non comme objet de Droit, comme peuvent l'être des choses. L'être humain revêtu de la personnalité juridique devient alors titulaire de droits subjectifs et d'obligations envers d'autres personnes et l'ensemble de la Société.
La personne physique est à comparer à la personne morale, dans laquelle un groupement se voit doté sous certaines conditions d'une personnalité juridique plus ou moins complète. Néanmoins, la personne morale s'est construite sur la base de la personne physique, et respecte des règles évidemment similaires.
Le concept de personne physique est purement juridique. Il s'agit d'une abstraction, voire, d'une fiction juridique. De nombreux auteurs rappellent qu'il faut distinguer la notion d'être humain de celle de personne physique. Les deux notions, si elles se rejoignent fréquemment, sont indépendantes. Il est juridiquement possible qu'une personne soit déclarée morte en droit, volontairement (cas de la mort civile) ou involontairement, lorsque la personne est déclarée absente ou disparue. Elle devra ensuite être juridiquement ressuscitée.
Les règles relatives à l'exercice des droits et obligations que confèrent la personnalité juridique sont connues à travers l'étude de la capacité juridique de la personne physique. La titularité des droits et l'exercice de ces mêmes droits sont indépendants. Actuellement, dans les droits modernes, il faut des causes très graves pour ôter à un être humain la titularité d'un droit (ou même la totalité de sa personnalité juridique). En revanche, il peut être jugé opportun, dans certaines hypothèses, de limiter l'exercice de ces mêmes droits, à titre provisoire ou définitif. Ceci permet d'avoir un renforcement du sentiment sécurité juridique pour les personnes.
Le droit des personnes physiques englobe l'ensemble des dispositions juridiques concernant l'existence de la personne physique, son individualisation et ses attributs. Le droit est alors amené à aborder des sujets comme la naissance, la mort, le clonage. Il doit aussi, ce faisant, répondre à des questions éthiques complexes, souvent difficiles, à laquelle chaque civilisation  et culture répond à sa manière, selon la conception propre qu'elle peut avoir de l'être humain et de la place qu'elle lui donne dans la société.

## Personne physique dans l'histoire
La personnalité juridique est un concept juridique fondamental qui est hérité du droit romain et du droit canonique. Il était sans doute par le passé plus considéré comme un concept qui pouvait séparer les hommes entre eux, plutôt que les unifier au sein d'un même statut. En effet, créer un statut juridique de personne permet aussi d'exclure des êtres humains de ce statut.

### Esclavage dans le droit romain
Les esclaves n'avaient pas la personnalité juridique : ils n'étaient pas sujets, mais objets de droit. Toutefois, leur statut juridique n'était pas apparenté à celui d'une chose. Bien que sans personnalité juridique, ils pouvaient disposer d'une capacité juridique dépendant de la volonté de leur maître.

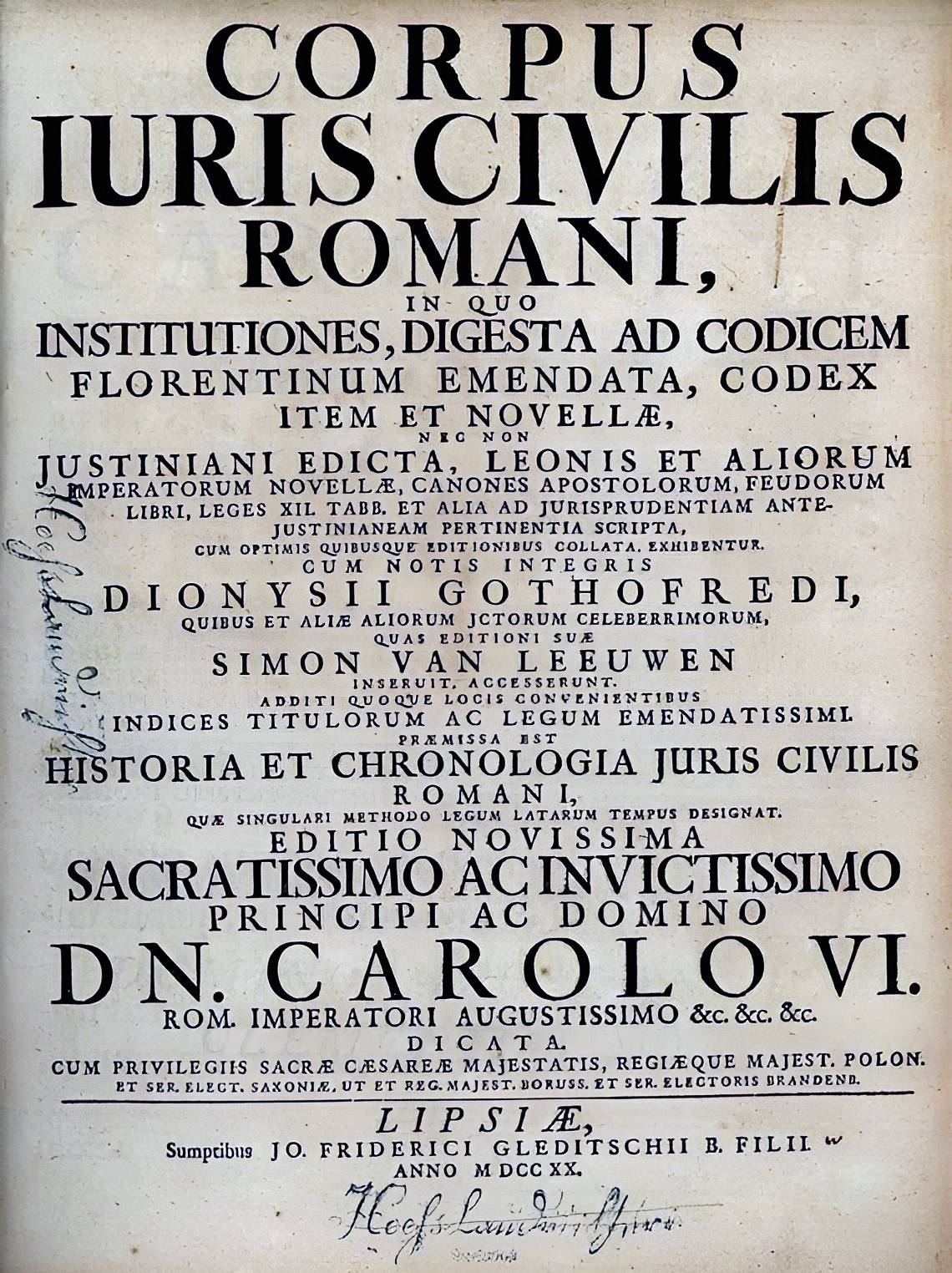
La première page du Corpus juris civilis de l'Empereur Justinien Ier. Il donne pour la première fois une base solide à la personnalité juridique.

Le livre des « Institutes » au sein des « Compilations » de l'Empereur Justinien, énonce un principe fondamental, selon lequel « la division majeure en ce qui concerne le droit des personnes est que tous les hommes, ou sont libres, ou sont esclaves ». Le droit des personnes doit donc les étudier, bien que la qualité de personne juridique ne leur soit pas conférée. Mais ce n'est pas parce qu'ils ne sont pas des hommes libres qu'ils n'en sont pas moins humains. Il s'agit là d'un paradoxe, explicable par la forte conceptualisation du droit romain.
Ainsi, l'esclave revêt deux dimensions juridiques [réf. nécessaire] :
- Son corps une chose (en latin, res).

L'esclave n'a aucune personnalité juridique. On peut donc employer à raison le lexique de la marchandise à son sujet. L'esclave ne peut pas posséder, ester en justice ou témoigner. Il ne peut pas non plus se marier ou reconnaître des enfants. Son maître peut librement en disposer (le vendre, le louer, l'utiliser) et a sur lui le droit de vie et de mort.
- Son esprit est humain.

Si cela ne lui permet pas d'acquérir une personnalité juridique, à une époque où cette notion est attachée au corps, l'esclave peut tout de même disposer de certains droits, à la discrétion de son maître. L'esclave a droit au concubinage autorisé par le maître (contubernium) ; il gère librement le pécule qui peut lui avoir été donné.
Cette dualité est aussi renforcée par la pratique économique. En théorie, l'esclave peut être soumis à des conditions extrêmes, puisque son maître a sur son esclave le droit de vie ou de mort. Cependant, il s'agit plus d'un « capital ». Si le maître peut librement en disposer, le maître a tout intérêt à entretenir son esclave et à lui proposer des conditions de travail satisfaisantes pour qu'il soit productif.
La mutilation et la mort ne sont utilisés comme châtiment qu'en dernier ressort : la mort d'un esclave représente en effet une perte matérielle pour le maître. Cette ultime sanction est surtout utilisée pour servir d'exemple devant les autres esclaves, notamment lors de la révolte de Spartacus (-73 à -71) : 6000 esclaves sont alors crucifiés.

### Servage dans l'Ancien droit féodal
L'esclavage antique disparait progressivement, au profit du servage reconnu par diverses coutumes locales. Le serf d'un seigneur a une personnalité juridique reconnue : il est titulaire de droits et d'obligations. Toutefois, sa capacité juridique est encore très restreinte.

### Esclavage et Code noir auXVIIesiècle

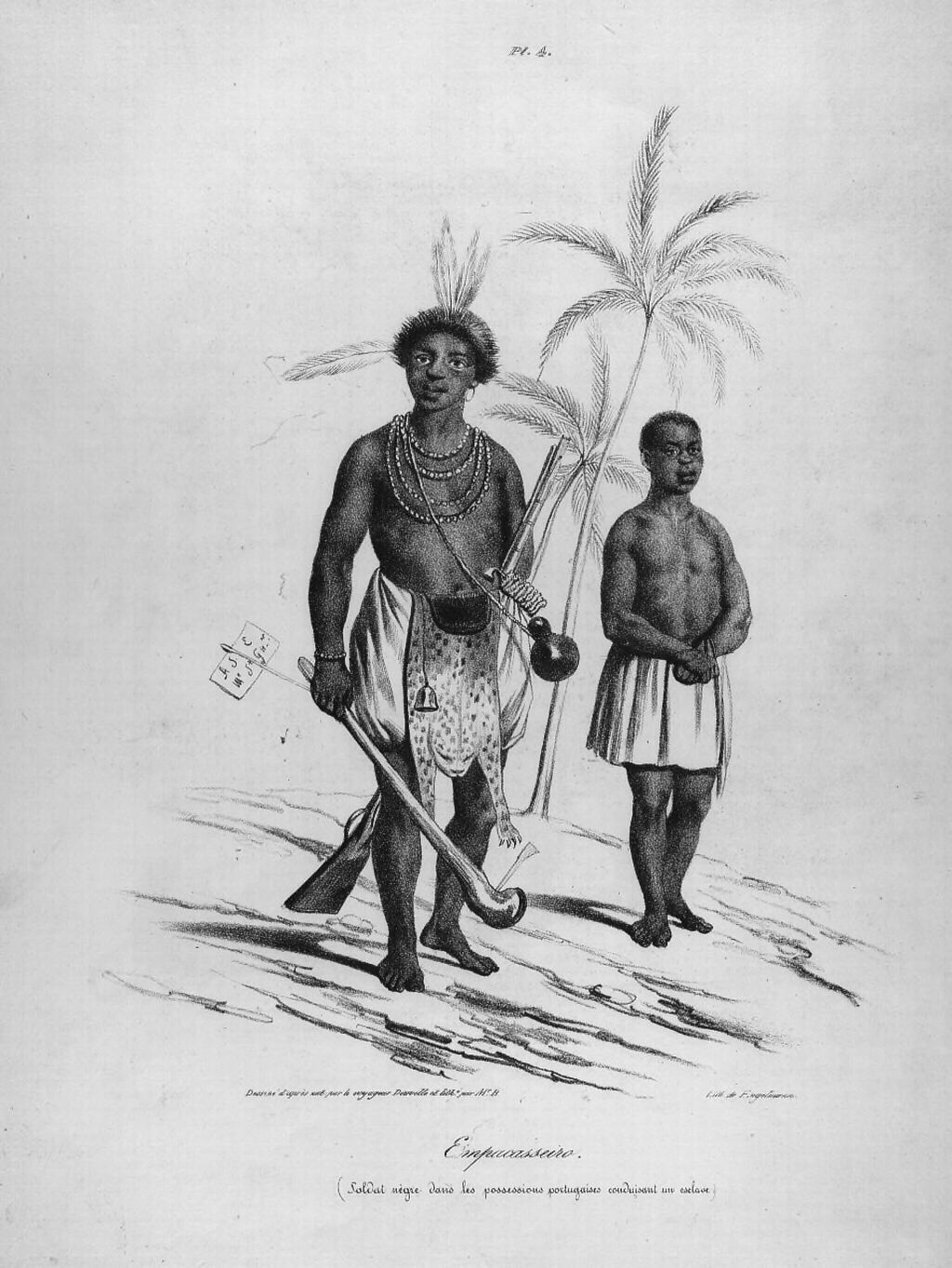
Estampe représentant un soldat et son esclave, années 1830

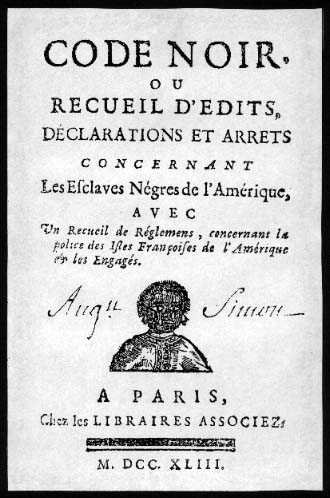
Code noir

En 1685, Louis XIV, roi de France, promulgue le « Code noir », règlementant le traitement des esclaves et des « marrons » dans les Antilles françaises. C'est le premier texte de ce type depuis les conciles chrétiens du VIe siècle, qui avaient vu une abolition de fait de l'esclavage.
Ce Code règle le statut de l'esclave dans l'Ancien Droit français. En particulier, il déclare « les esclaves être meubles » (article 44). Ils sont donc dépourvus de personnalité juridique. Certains articles protègent partiellement l'esclave, par exemple en imposant le baptême chrétien, en interdisant le travail dominical et pendant les jours fériés à caractère religieux. Le texte prévoit également une formule d'affranchissement, sous conditions. Enfin, l'inconduite du maître (relation sexuelle notamment) entraîne obligation de réparation par le mariage, et passage de la victime à l'état de femme libre.
L'ensemble des articles règlemente les punitions en fixant un barème progressif des sévices avec des flagellations, amputation de l'oreille ou du « jarret » (article 38), et peine de mort pour vol aggravé ou pour réunion. Il y est confirmé explicitement qu'un enfant d'esclaves naît avec sa condition d'esclave (article 9).
Le 4 février 1794, la Convention nationale décrète l'abolition de l'esclavage, appliqué à l'archipel de la Guadeloupe, mais ni en Martinique occupée par les Britanniques ni à La Réunion et l'île Maurice par refus des autorités locales.
Le 30 floréal an X (1802), les décrets d'annulation sont annulés par Napoléon Bonaparte, ce qui remet le Code Noir en vigueur. Ce n'est que le 4 mars 1848 que l'esclavage est aboli définitivement en France, et le Code Noir caduc.

### Mort civile jusqu'au début duXXesiècle
La mort civile est la « cessation de toute participation aux droits civils ». Elle consiste en l'extinction légalement prononcée de la personnalité juridique, ce qui emporte une privation générale des droits. La personne est réputée ne plus exister, bien qu'elle soit vivante physiquement. Ce concept a été véhiculé à travers l'Europe entière par les pays qui ont utilisé le Code Napoléon, où s'en sont inspirés.
La mort civile pouvait être une peine supplémentaire. Jusqu'au milieu du XIXe siècle, une catégorie d'individus bien vivants physiologiquement furent considérés comme « morts pour le monde » et traités juridiquement comme tels. Il s'agissait notamment des condamnés pour « peines afflictives et infamantes » :
- des condamnés à mort par contumace ou en instance d'exécution,
- des condamnés aux travaux forcés à perpétuité,
- des déportés.

La mort civile pouvait aussi être un fait juridique pour les personnes entrées dans le clergé, justifié par leur désengagement dans la société laïque [réf. nécessaire]. Les lépreux, particulièrement redoutés, étaient aussi considérés morts civilement au jour de leur entrée en léproserie [réf. nécessaire].
Les conséquences de la mort civile furent reprises par l'article 25 du Code Napoléon. L'individu frappé de mort civile était considéré comme ayant perdu sa personnalité juridique. Sa succession était immédiatement ouverte, ses biens lui étaient enlevés pour être aussitôt attribués à ses enfants. De plus son éventuel testament antérieur, quoique établi du temps de sa capacité juridique, était annulé, de sorte que c'était toujours une succession ab intestat qui s'ouvrait. Le condamné étant réputé mort, son mariage était dissous. Son conjoint, devenu libre pouvait se remarier avec une autre personne. Si le conjoint continuait à vivre avec le mort civil, il y avait concubinage et non plus mariage et les enfants qui pouvaient naître à l'avenir étaient illégitimes.
Bien que l'article 25 du Code civil n'en parlait pas, le mort civil perdait ses droits politiques et civiques. Il ne pouvait plus être ni électeur, ni candidat, ni fonctionnaire, ni juré, ni expert, ni témoin. Le mort civil perdait aussi certains droits civils : le droit de se marier, le droit d'agir en justice, le droit de reconnaître ses enfants naturels, la puissance paternelle, le droit d'être tuteur, le droit de faire ou de recevoir des libéralités, le droit de recueillir une succession.
Le mort civil conservait cependant le droit de passer des contrats à titre onéreux, ce qui permettait de gagner de l'argent en travaillant, d'acheter, de vendre, de devenir créancier ou débiteur. Seulement, lorsqu'il était partie à un procès, il ne pouvait plaider que par l'intermédiaire d'un curateur spécial qui lui était nommé par le tribunal et quand il mourait de mort naturelle, les biens qu'il avait pu acquérir depuis sa mort civile revenaient à l'État par droit de déshérence.
Le Royaume de Belgique, soumis au Code Napoléon, fut le premier à abolir la mort civile en 1831. En France, la loi du 8 juin 1850 ne la supprima que pour les condamnés politiques à la déportation. La loi du 31 mai 1854 l'abolit définitivement. Elle a été abolie plus tard, en 1906 au Québec.

### Reconnaissance de l'homme et de droits naturels

#### Invention américaine
Il appartient aux colonies anglaises d'Amérique du Nord, quand elles se sont détachées de la Grande-Bretagne, et afin de justifier leur acte de sécession, d'avoir affirmé l'universalité des droits et des libertés de l'Homme. Ainsi, en juin 1776, la Virginie se donne une constitution qui lui donne la forme d'État.
« Tous les hommes sont nés également libres et indépendants ; ils ont des droits certains, fondamentaux et naturels, dont ils ne peuvent par aucun contrat priver ni dépouiller leur postérité ; tels sont le droit de jouir de la vie et de la liberté, avec les moyens d'acquérir et de posséder des propriétés, de chercher et d'obtenir le bonheur et la sûreté. »

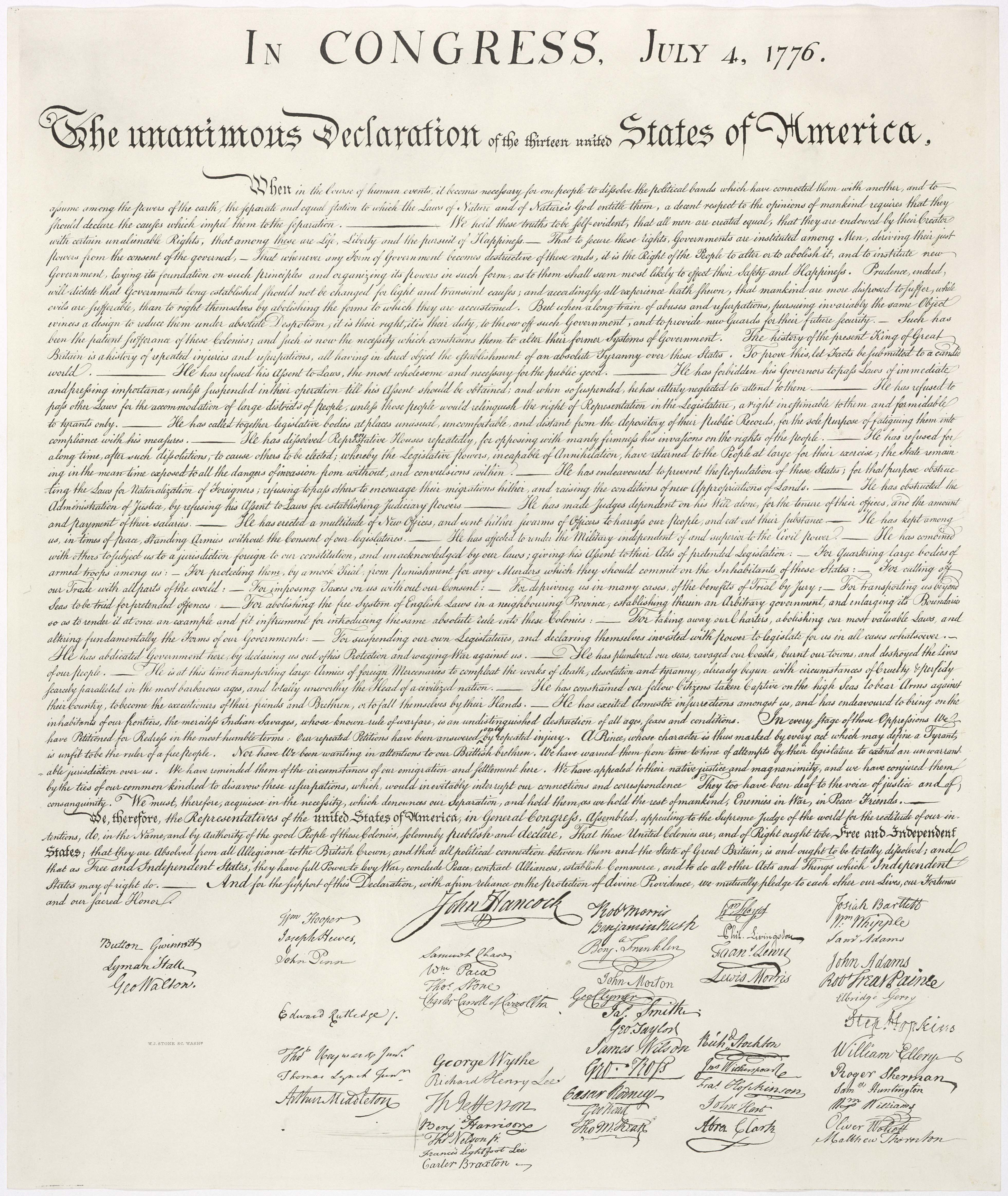
Déclaration d'indépendance américaine, 4 juillet 1776.

Non content de dire que tous les hommes ont cette « personnalité juridique émergente », cette Constitution énonce aussi les droits subjectifs qui y sont rattachés, sans toutefois les délimiter précisément. Elle se contente de faire référence des droits « fondamentaux et naturels » dont les hommes ne peuvent librement disposer. Notamment, y sont reconnus le droit à la vie, le droit à la liberté, le droit à la sûreté et donc à la protection de la personne, le droit à la propriété, et le droit au bonheur.
La déclaration d'indépendance, datée du 4 juillet 1776, des treize anciennes colonies devenues États-Unis affirme les mêmes valeurs :
« Nous tenons pour évidentes par elles-mêmes les vérités suivantes : tous les hommes sont créés égaux ; ils sont doués par leur créateur de certains droits inaliénables ; parmi ces droits se trouvent la vie, la liberté, la recherche du bonheur »
Les dix amendements à la Constitution de la Confédération de 1787 garantissent les droits de l'Homme : liberté d'expression et de religion, port d'armes, sûreté, indépendance de la justice (jury populaire), liberté de ne pas témoigner contre soi en matière criminelle, exigence d'une unique condamnation pour le même crime (non bis in idem), exigence d'une procédure légale (process of laws) pour toute atteinte à la vie, à la liberté et aux biens.
Étant donné la relative liberté d'interprétation qui est laissée ici, c'est le pouvoir judiciaire, lorsqu'il émergera en tant que protecteur des libertés individuelles, qui pourra éventuellement allonger la liste de ces « droits fondamentaux », assimilables aux droits de la personnalité modernes. La Cour suprême des États-Unis, s'arrogeant dès 1803 (arrêt Marbury v. Madison) un pouvoir de contrôle de la constitutionnalité des lois de la Confédération, aura alors pour mission la sauvegarde des libertés individuelles à l'égard des autorités publiques.

#### Prolongement en France
La Déclaration des Droits de l'homme et du citoyen de 1789 à l'aube de la Révolution française, le 26 août 1789, est à peu près contemporaine aux actes américains vus plus haut. Comme eux, elle part de l'idée que les hommes naissent et demeurent libres et égaux en droits et affirme les droits fondamentaux de l'Homme : liberté individuelle, sûreté, liberté d'opinion et d'expression, consentement à l'impôt et égalité devant la charge publique, propriété qualifiée de droit inviolable et sacré.

## Personne physique endroit positif
Aujourd'hui, dans la totalité des droits modernes, tous les êtres humains ont la personnalité juridique. Elle s'acquiert en principe à la naissance et se perd à la mort. Toutefois, la frontière exacte entre personne et chose a tendance à se brouiller. L'embryon est de plus en plus considéré comme étant une « personne humaine potentielle » dotée de certains droits et qui ne peut être la propriété même de ceux qui l'ont conçu. De plus, le mort continue à bénéficier d'une certaine protection.
Par ailleurs, des difficultés sont survenues pour définir précisément ce que pouvait être juridiquement, de façon abstraite, la naissance ou la mort, et ont nécessité des interventions du législateur ou du juge afin de préciser ces concepts juridiques.

### Acquisition de la personnalité
Le premier problème, qui soulève depuis toujours de nombreuses questions juridiques et éthiques, est celui de l'acquisition de la personnalité.

#### Critères
Le principe veut que la personnalité juridique est acquise à partir du moment où l'enfant est né, vivant, et viable. Ces principes ont été énoncés par l'organisation mondiale de la santé, avec possibilité pour les États adhérant à l'ONU de le retranscrire en droit positif, notamment en prenant en compte les particularités locales et les points de vue éthiques qui peuvent diverger.

##### L'enfant doit être né
Tant qu'il n'est pas sorti du ventre de sa mère, l'embryon ou le fœtus est assimilable, selon l'OMS, à un bien meuble. Toutefois, on verra qu'une personnalité juridique peut être attribuée rétroactivement, alors que l'enfant est encore dans le ventre de sa mère.

##### L'enfant doit être né viable
L'enfant doit satisfaire à des critères de viabilité mais il n'existe plus de seuils prédéfinis,.

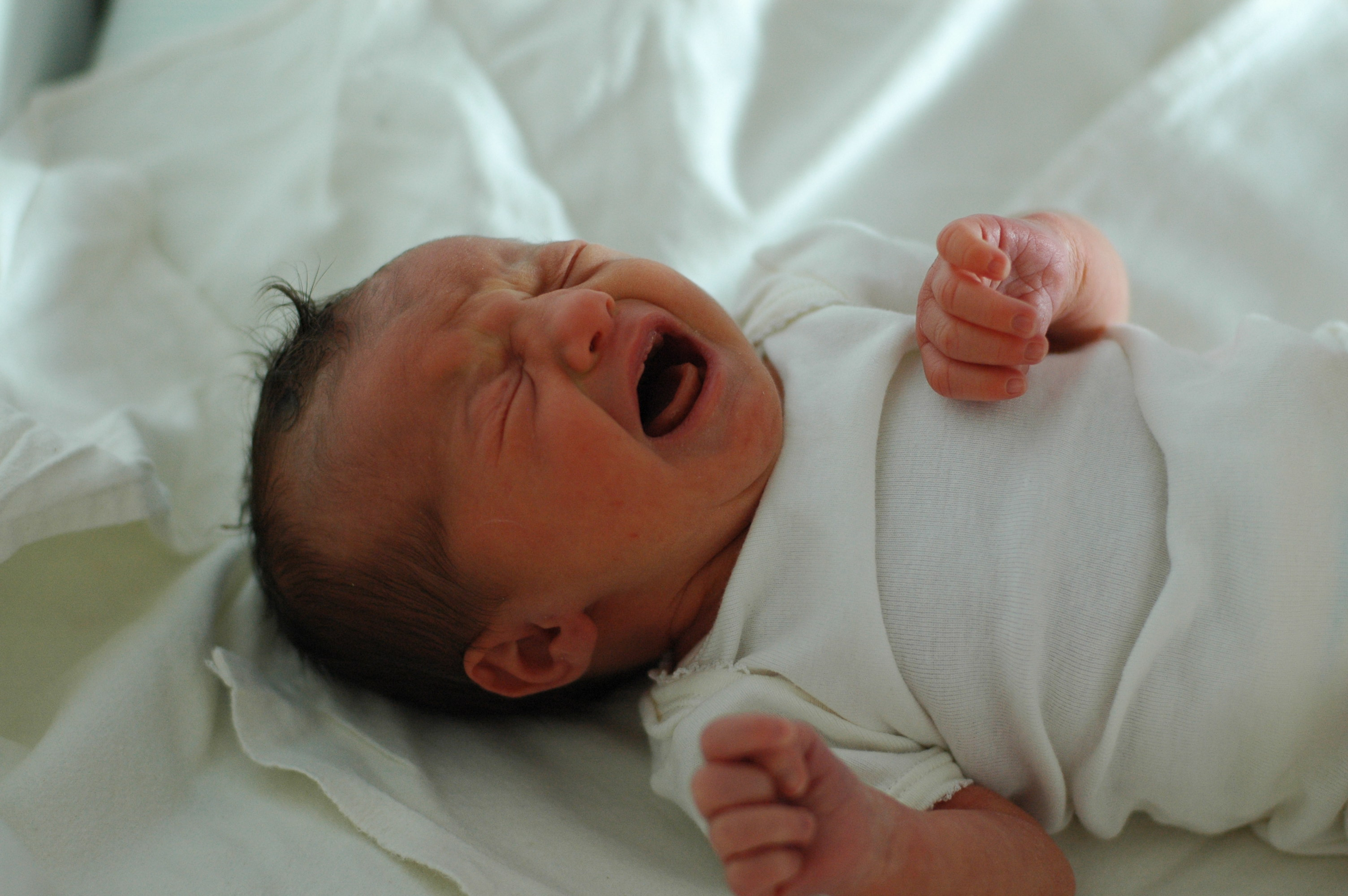
Nouveau-né

Jusqu'à 2008, des seuils de viabilité de l'enfant ont été fixés par une circulaire du ministère de la Santé du 22 juillet 1993, qui reprenait les critères de l'Organisation mondiale de la santé.
Ces critères de viabilité sont indépendants l'un de l'autre :
- 22 semaines d'aménorrhée[16], ce qui correspond à l'époque où les poumons peuvent commencer à fonctionner de façon indépendante ;
- Ou, une masse de 500 grammes.

Selon la définition de l'OMS, un enfant prématuré est un enfant qui naît entre 22 et 37 semaines. Un enfant prématuré naît donc viable.

##### L'enfant doit être né vivant
L'enfant doit être né vivant, et vivre de façon pleinement indépendante.
Si ce n'est pas le cas, il pourra avoir une personnalité juridique à partir du moment où il pourra vivre de façon indépendante, particulièrement sans ventilation artificielle. Sinon, on pourra réaliser un acte d'enfant sans vie si l'enfant est né viable, mais sans vie.

#### Preuve par la déclaration de naissance

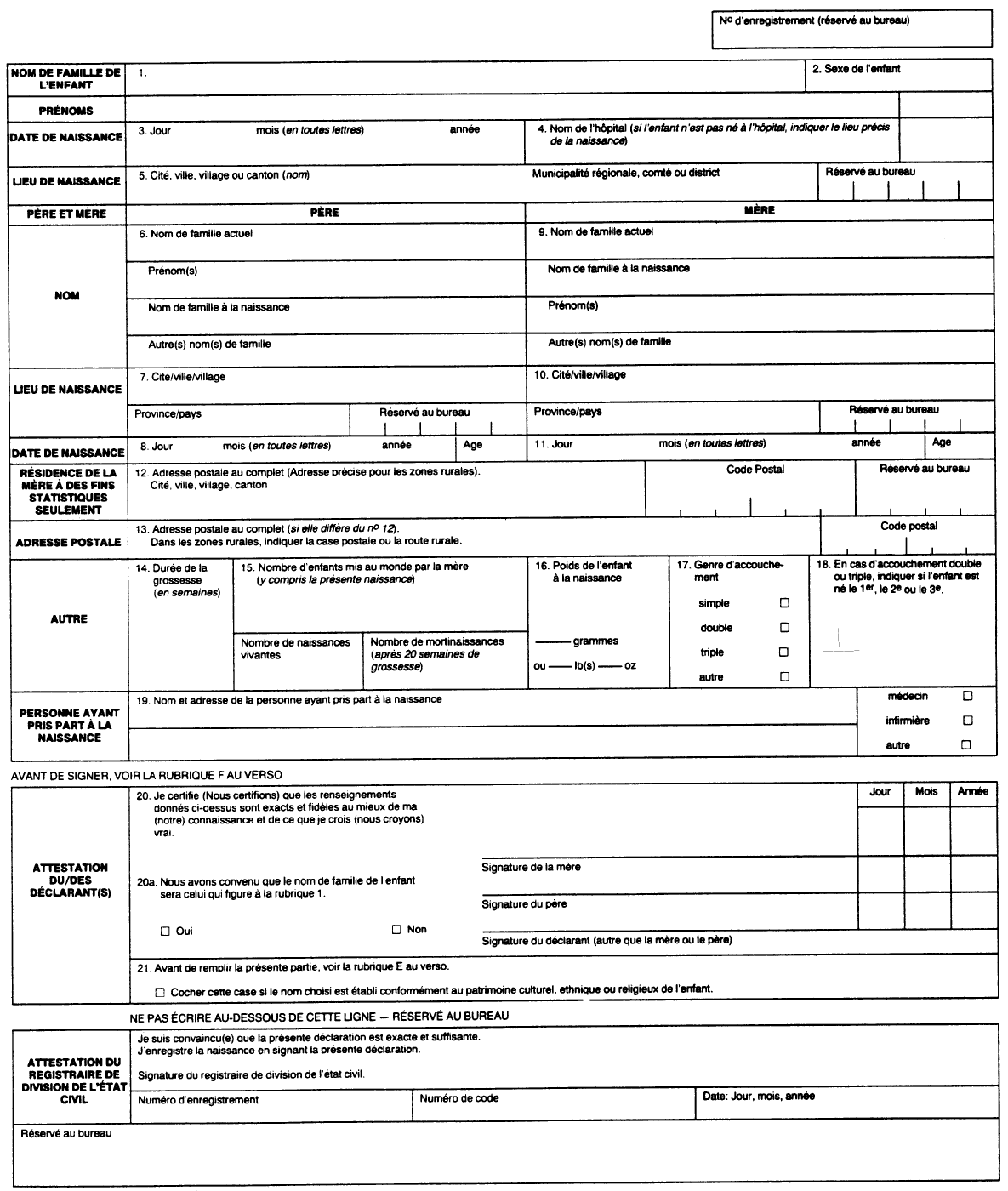
Un exemple : une déclaration de naissance au Canada

La naissance doit pouvoir être prouvée par un acte de naissance délivrée par un officier d'état civil de la mairie du lieu de l'accouchement, et dans les trois jours (art. 55 du code civil français).
La déclaration de naissance pourra être faite par le père, ou, à défaut, par toutes les autres personnes qui auront pu assister à l'accouchement (article 56 du code civil français qui énonce ainsi : « les docteurs en médecine ou en chirurgie, sages-femmes, officiers de santé, [...] et, lorsque la mère sera accouchée hors de son domicile, par la personne chez qui elle sera accouchée. »). L'obligation de déclarer la naissance n'est pas imposée à la mère, mais la déclaration de naissance peut émaner d'autres personnes que celles qu'énumère l'art. 56, et notamment de la mère elle-même, particulièrement lorsque l'accouchement a eu lieu sans témoin ou lorsque les personnes visées par l'art. 56 sont dans l'impossibilité de faire la déclaration.
À défaut, si la condition de délai légale de 3 jours n'est pas respectée, l'officier d'état civil ne pourra déclarer la naissance et l'inscrire dans les actes de l'état civil qu'après un jugement, rendu par le tribunal de l'arrondissement dans lequel est né l'enfant. Ce n'est qu'ensuite que la déclaration pourra être dressée. Dans tous les cas, il a été jugé qu'un intérêt d'ordre public s'attache à ce que toute personne soit pourvue d'un état civil. Chaque personne a droit à un état civil, et doit en jouir. De plus, il est possible sous certaines conditions de faire une demande de changement d'état civil .

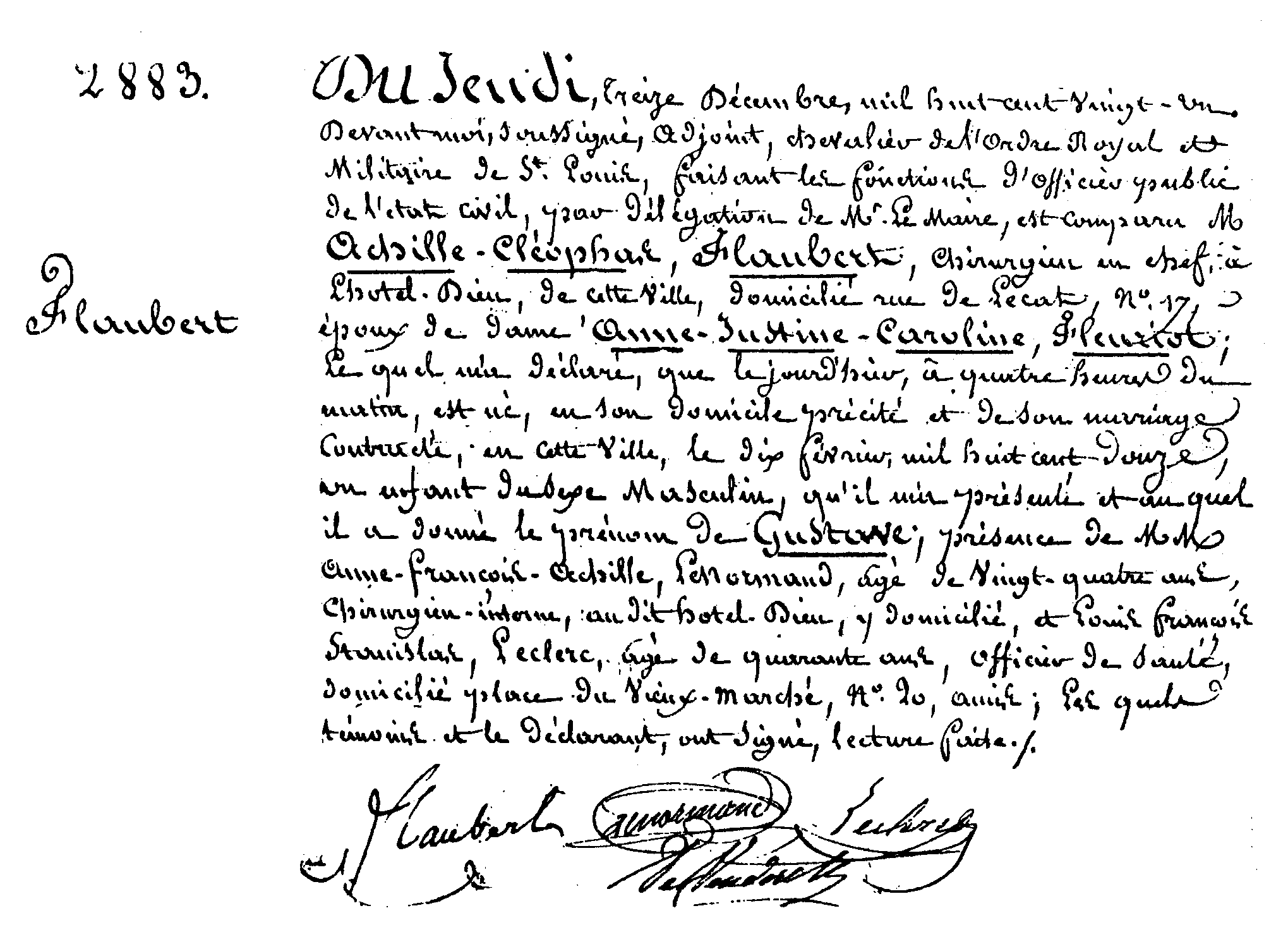
L'acte de naissance manuscrit de Gustave Flaubert en 1821.

L'acte de naissance doit comporter (art. 57 du code civil français) :
- le jour, l'heure et le lieu de la naissance,
- le sexe de l'enfant,
- les prénoms qui lui seront donnés,
- le nom de famille (qui, depuis le 1er janvier 2005, peut être choisi par les parents),
- les prénoms, noms, âges, professions et domiciles des père et mère et, s'il y a lieu, ceux du déclarant.

#### Personnalité juridique rétroactive
L’adage « Infans conceptus pro jam nato habetur quoties de commodis ejus agitur » (pouvant se traduire en français par « L'enfant conçu sera considéré comme né chaque fois qu'il pourra en tirer avantage »), souvent considéré comme un principe général du droit, indique que chaque fois qu'il y va de son intérêt, l'enfant à naître peut se voir accorder une personnalité juridique pour bénéficier de ses droits. L'exécution de l'obligation est toutefois toujours subordonnée à la naissance, qui constitue ainsi un terme suspensif. L'enfant simplement conçu n'a donc aucune personnalité juridique à part entière.
Il connaît des applications ponctuelles en droit civil. Particulièrement, l'article 725 du code civil français énonce, de façon positive depuis la loi du 3 décembre 2001 relative aux droits du conjoint survivant et des enfants adultérins et modernisant diverses dispositions de droit successoral, que :
« Pour succéder, il faut exister à l'instant de l'ouverture de la succession, ou, ayant déjà été conçu, naître viable ».
Un enfant encore dans le ventre de sa mère qui naît viable pourra alors être éligible à l'ouverture de la succession. Il s'agit d'un droit supplémentaire dont il sera titulaire au jour de l'acquisition de sa personnalité juridique.
Dans le même sens, l'article 906 alinéas 1 et 2 du code civil français dispose que pour être capable de recevoir entre vifs ou testament, il suffit d'être conçu au moment de la donation ou à l'époque du décès du testateur. L'article 961 y fait encore allusion.
Cette maxime est dont sans lien avec une personnalité juridique stricte et bien définie. Elle a été opportunément reprise dans la jurisprudence, pour répondre à des situations précises. Jean Hauser dit d'ailleurs à ce sujet que « Les juristes, gens pratiques, ne l'avaient forgée que pour attribuer à l'enfant des droits patrimoniaux tout à fait terre à terre du type rente d'accident du travail, droits successoraux ou droit de recevoir des libéralités... À aucun moment il n'était question de lui donner une signification philosophique créatrice d'un noli me tangere en faveur de l'embryon. Si l'on veut construire un tel principe, fort défendable moralement, il faut chercher ailleurs que dans le droit, au moins le droit civil. »

#### Enfants mort-nés et enfants sans vie
Si l'enfant attendu meurt, il en résulte généralement des situations très douloureuses pour la famille. Le droit propose alors des solutions pour humaniser la disparition des enfants mort-nés (viables mais décédés à la naissance) ou nés sans vie (non nécessairement viables). Mais la portée de ces actes juridiques reste encore faible.

##### Acte de naissance et de décès
En France, l'article 79-1 (1er alinéa) du code civil dispose :
« Lorsqu'un enfant est décédé avant que sa naissance ait été déclarée à l'état civil, l'officier de l'état civil établit un acte de naissance et un acte de décès sur production d'un certificat médical indiquant que l'enfant est né vivant et viable et précisant les jours et heures de sa naissance et de son décès. »
— Article 79-1 C. civ.
La circulaire du ministère de la Justice du 3 mars 1993 précise que ces dispositions sont applicables quelle que soit la durée de la gestation, ce qui est en contradiction avec la circulaire du ministère de la Santé précédemment évoquée. Il s'agit d'une mesure qui répond surtout au souci d'ordre affectif de conserver une trace tangible de la naissance d'un enfant mort-né.

##### Acte d'enfant sans vie
En France, l'article 79-1 (second alinéa) du code civil français dispose :
« À défaut du certificat médical prévu à l'alinéa précédent, l'officier de l'état civil établit un acte d'enfant sans vie. Cet acte est inscrit à sa date sur les registres de décès et il énonce les jour, heure et lieu de l'accouchement, les prénoms et nom, dates et lieux de naissance, professions et domiciles des père et mère et, s'il y a lieu, ceux du déclarant. L'acte dressé ne préjuge pas de savoir si l'enfant a vécu ou non : tout intéressé pourra saisir le tribunal de grande instance à l'effet de statuer sur la question. »
— Article 79-1 C. civ.

#### Personnalité juridique du fœtus humain?
Le fœtus ne possède pas le statut juridique de personne humaine à part entière, et son statut juridique incertain conduit à la résurgence régulière d'un débat, en lien avec les problématiques de l'interruption volontaire de grossesse (IVG), de l'interruption médicale de grossesse (IMG) et de l'homicide in utero.

##### Personne humaine potentielle?
Des 1984, le Comité consultatif national d'éthique considère que « L'embryon ou le fœtus doit être reconnu comme une personne humaine potentielle qui est, ou a été vivante et dont le respect s'impose à tous ». Dans son étude publiée en avril 2009 portant sur la révision des lois de bioéthique, le Conseil d'État reprend cette notion de personne humaine potentielle, et reconnaît la nécessité d'une protection inhérente à son caractère humain, sans toutefois le reconnaître titulaire d'une personnalité juridique. De même, le Conseil constitutionnel considère que selon le législateur, « le principe du respect de tout être humain dès le commencement de la vie n'était pas applicable aux embryons in vitro qui ne bénéficient que de garanties spéciales »

##### Homicidein utero?
Diverses juridictions ont été amenées à se demander si les circonstances d'accidents survenus à un fœtus sont susceptibles de faire retenir la qualification d'homicide involontaire en application de l'article 221-6 du code pénal. L'avortement provoqué d'un fœtus de 5 mois par un médecin croyant enlever un stérilet avait bien, par exemple, fait l'objet d'une qualification d'homicide involontaire par une Cour d'appel de Lyon, mais cette décision a été censurée par la Cour de cassation.
Les juges du fond ont pourtant pu continuer à retenir la qualification d'homicide, comme dans le cas d'un fœtus de 8 mois victime d'un accident de circulation, selon une décision de la Cour d'appel de Reims qui se fondait sur la viabilité du fœtus. La question ouverte par la décision pouvait se concevoir ainsi : s'il n'y a pas homicide quand il n'y a pas vie, la notion ne permettrait-elle pas d'agir ? L'Assemblée plénière s'est prononcée le 29 juin 2001 en refusant de retenir la qualification d'homicide involontaire :
« le principe de la légalité des délits et des peines, qui impose une interprétation stricte de la loi pénale, s'oppose à ce que l'incrimination prévue par l'article 221-6 du code pénal, réprimant l'homicide involontaire d'autrui, soit étendu au cas de l'enfant à naître dont le régime juridique relève de textes particuliers sur l'embryon ou le fœtus »
La chambre criminelle avait tenu à cet égard une même position indéfectible.
Depuis l'arrêt de l'Assemblée plénière, la chambre criminelle est allée dans le même sens, en censurant par exemple une décision des juges du fond qui avait conclu à la culpabilité d'un sage-femme du fait d'imprudences et de négligences, en des termes qui renvoient à l'arrêt de l'Assemblée plénière, mais en s'opposant plus largement à l'application de l'incrimination d'homicide involontaire « à l'enfant qui n'est pas né vivant ».
La Cour européenne des droits de l'homme, saisie de cette question le 8 juillet 2004, ne prend pas position nettement et constate « qu'il n'est ni souhaitable, ni même possible actuellement de répondre dans l'abstrait à la question de savoir si l'enfant à naître est une personne au sens de l'article 2 de la Convention »

##### Affaire Perruche
Le droit civil a été secoué par le traumatisme consécutif à la décision de l'Assemblée plénière dans ce qu'il est convenu d'appeler « l'arrêt Perruche ». Il s'agit de la possibilité accordée à un enfant né handicapé de demander réparation du préjudice subi du fait de son handicap, dès lors qu'une faute du médecin à l'occasion d'un diagnostic prénatal a privé la mère d'avoir recours à une interruption volontaire de grossesse (IVG).
Lors de l'instance de cette affaire, toute la communauté juridique se trouvait en émoi. Jean Hauser, spécialiste du droit civil, a notamment dit: 

« Que l'enfant puisse invoquer une personnalité anticipée distincte de celle de sa mère envers les tiers, que même ses intérêts puissent être divergents par rapport à ceux de celle-ci, rien de nouveau et la notion d'opposition d'intérêt y répond. Mais là il faut admettre qu'in utero l'enfant avait une personnalité autonome qui lui permettait d'agir envers sa mère comme si elle était un tiers. Ce serait l'extrême limite de cette autonomie de l'enfant simplement conçu. N'allons pas plus loin mais imaginons seulement demain quel accueil recevrait l'action de l'enfant né handicapé après l'échec d'une interruption volontaire de grossesse, ou même né tout simplement, pour préjudice moral contre ses propres parents ? Faut-il donc dire désormais que l'article 371-2 du code civil remonte à la date de la conception ? »

Par voie de conséquence, l'arrêt fait de la privation d'une possibilité de recours à l'IVG une faute, et qui, sans s'engager vers l'eugénisme (il n'y a pas d'admission généralisée de la sélection), normalise en quelque sorte l'élimination de l'enfant à naître dans le cadre d'une surveillance médicale généralisée de la période prénatale.
On peut s'étonner que, d'un côté, on permette l'indemnisation d'un enfant du fait de sa naissance alors que, d'un autre côté, on se refuse à sanctionner une atteinte au fœtus...
Mais la loi du 4 mars 2002 relative aux droits des malades et à la qualité du système de santé, est intervenue pour dire dès son article 1er :
« Nul ne peut se prévaloir d'un préjudice du seul fait de sa naissance »
— Loi du 4 mars 2002, article 1er I.

### Individualisation de la personne
Une fois née, la personne doit être individualisée, afin que l'on ne puisse confondre deux personnes, et leur attribuer par erreur des droits ou des obligations. Cette individualisation est permise grâce aux actes de l'état civil. Le statut civil de la personne dans la société est identifié obligatoirement par :
- le nom ;
- le prénom ;
- le sexe ;
- la nationalité ;
- le domicile.

Le cas échéant, peuvent se rajouter :
- la filiation ;
- la situation matrimoniale ;
- le décès.

Ces informations permettent d'identifier la personne dans la société et de la rendre concrètement titulaire de droits et d'obligations.
La fraude à l'identité atteint un niveau élevé après 2009. 126 509 personnes sont signalées en 2016 par la sous-direction de la police technique et scientifique pour l’utilisation d’au moins deux états civils différents,.

### Droits de la personnalité
Les droits de la personnalité sont les droits qui sont reconnus au bénéfice de chaque personne physique. Certains de ces droits peuvent être reconnus par la loi, mais d'autres sont aussi consacrés ainsi par la jurisprudence. Néanmoins, on observe depuis plusieurs années une inflation considérable de tels droits, dont chacun serait titulaire.

#### Protection juridique de la personne
Le plus important des droits dont jouit une personne physique est bien sûr le droit à la protection, de son espèce, de sa vie, et de ses intérêts pour qu'il puisse s'épanouir dans la société.

##### Protection juridique de l'espèce humaine
En France, la loi du 29 juillet 1994 relative au corps humain a créé une nouvelle règle de droit qui figure dans l'article 16-4 du Code civil français :
« Nul ne peut porter atteinte à l'intégrité de l'espèce humaine. »— Article 16-4 C. civ.
Cette disposition figure parmi les principes généraux devant gouverner les recherches scientifiques et les pratiques médicales, qui se retrouvent dans les articles 16 à 16-9 du même Code civil. D'importants débats existent sur la portée et la signification pratique à donner à cette interdiction. En effet les alinéas suivants de l'article 16-4 énoncent les interdictions de l'eugénisme, du clonage reproductif et de la modification des « caractères génétiques dans le but de modifier la descendance de la personne ».
Protégée pénalement depuis 1994 à l'article 511-1 de l'ancien Code pénal, dans son livre V, l'espèce humaine a reçu par la loi du 6 août 2004 une protection renforcée, les dispositions la protégeant ayant été déplacées en partie dans le livre II, lui faisant partager à présent l'intitulé du titre I qui réprimait les crimes contre l'humanité, soit : « Des crimes contre l'humanité et contre l'espèce humaine », et lui consacrant le sous-titre II intitulé « Des crimes contre l'espèce humaine » regroupant les articles 214-1 et suivants.
L'enjeu de ces dispositions est de préserver les spécificités biologiques de l'espèce humaine en conservant ses caractéristiques génétiques.
- Eugénisme

En droit français, l'eugénisme s'entend de « pratiques tendant à l'organisation de la sélection des personnes ». Le Conseil d'État, dans son rapport public du 25 novembre 1999, précisa qu'il fallait entendre dans cette définition le caractère systématique de la sélection afin de ne pas assimiler les pratiques de procréation médicalement assistée aux pratiques eugéniques. Leur caractère non systématique est apprécié par l'exigence de « choix propres, par nature contingent, à des couples confrontés à l'annonce d'une maladie d'une particulière gravité »[réf. nécessaire].
La pertinence de ce critère systématique est critiquée par la doctrine qui propose comme autre critère de distinction le cadre thérapeutique, ou encore, sur la distinction kantienne selon laquelle il faut considérer l'homme non comme un moyen mais comme une fin, distinguer la sélection motivée par le sentiment d'empathie envers l'être à naître atteint d'une « maladie d'une particulière gravité reconnue comme incurable au moment du diagnostic » (articles L2131-1, L2131-4, L2131-4-1 et L2141-2 du Code de la santé publique), de la sélection motivée par un sentiment utilitariste de cet être perçu comme devant permettre l'amélioration de l'espèce humaine.
- Clonage humain

En droit français, le clonage reproductif est réprimé par l'article 214-2 du Code pénal, comme portant atteinte au caractère sexué de la reproduction humaine (fusion de patrimoines génétiques différents), et portant atteinte, à grande échelle, à la diversité biologique de l'espèce humaine.
Le clonage thérapeutique, consistant en la création d'un embryon humain à partir de cellules d'une personne malade, destiné à fournir des cellules souches prélevées puis cultivées pour fournir un tissu ou un organe génétiquement compatible avec le patient, ou implantées dans le corps de celui-ci pour que son organisme reconstitue des cellules défaillantes, n'est pas réprimé au titre de la protection de l'espèce humaine, mais au titre de la protection de l'embryon humain, dans le livre V du Code pénal (aux articles 511-17 et 511-18).
Par ailleurs l'infraction de clonage thérapeutique est un délit (puni d'un maximum de 7 ans d'emprisonnement et 100 000 € d'amende), alors que l'infraction de clonage reproductif est un crime (puni, tout comme le crime d'eugénisme, d'un maximum de 30 ans de réclusion criminelle et de 7 500 000 € d'amende).
Cette différence de traitement est toutefois elle aussi critiquée dans la mesure où d'un point de vue anthropologique, selon la distinction kantienne, le clonage thérapeutique déclasse la perception de la vie humaine au rang de médicament, donc de moyen, ce qui peut apparaître au moins aussi grave que le clonage reproductif.
Toutefois d'autres auteurs justifient cette différence par le caractère d'utilité publique, d'intérêt général pour les personnes nées atteintes aujourd'hui et demain d'une maladie grave et incurable, que peut revêtir la motivation de procéder à de telles recherches, contre le clonage reproductif motivé par « le seul intérêt égoïste des couples d'avoir un enfant ».
- Crime contre l'espèce humaine et crime contre l'humanité

Les crimes contre l'espèce humaine peuvent être considérés comme le deuxième ensemble d'infractions le plus grave du système juridique français, après les crimes contre l'humanité, apparaissant en deuxième position (après les crimes précités) dans l'énonciation des infractions dans le Code pénal. Autre particularité : l'action publique se prescrit, par exception au droit commun par un délai de 30 ans On peut par ailleurs voir dans les crimes contre l'espèce humaine le complément de la protection de l'Homme initiée par les crimes contre l'humanité : ces derniers protégeant l'Homme dans sa dimension métaphysique : le respect de son humanité : sa dignité ; les crimes contre l'espèce humaine protégeant l'Homme dans sa dimension matérielle : sa définition génétique : sa spécificité biologique.
Une question délicate doit toutefois demeurer, ce qui peut expliquer la différence hiérarchique dans la répression entre les crimes contre l'espèce humaine et les crimes contre l'humanité : si la dimension métaphysique de l'Homme est celle qui impose à l'Homme de se respecter, et si la dimension métaphysique est le niveau de réflexion qui a permis à l'Homme, à la différence des autres espèces animales, « d'évoluer », l'Homme a-t-il vocation à ne pas exploiter pour lui les connaissances qui accompagnent et engendrent son évolution ? A-t-il vocation à rester une espèce à reproduction exclusivement sexuée ? L'Homme résistera-t-il à la tentation d'organiser ce qu'il considérerait être l'amélioration de son espèce ? La protection actuelle de l'espèce humaine est-elle dictée par des principes immuables propres à la définition de l'Homme ou est-elle dictée par des principes contingents de précaution face à l'ignorance actuelle des conséquences de la modification volontaire et brutales de la définition biologique de l'Homme ? Autrement dit : l'Homme doit-il conditionner le respect qu'il doit avoir pour lui-même et la marche de son évolution à l'absence d'atteinte réalisée volontairement par lui-même à la pérennité de sa définition biologique actuelle qu'est Homo sapiens ?[réf. nécessaire]

##### Patrimoine
Le patrimoine d'une personne est l'ensemble des rapports de droits appréciables en argent qui ont pour sujet actif ou passif une même personne et qui sont envisagés comme formant une universalité juridique. Id est, une masse mouvante dont l'actif et le passif ne peuvent être dissociés.
C'est une émanation de la personne : seules les personnes peuvent avoir un patrimoine et toute personne a nécessairement un seul et unique patrimoine, même vide. Le patrimoine reste lié à la personne aussi longtemps que dure la personnalité juridique.

##### Filiation
À la suite d'un viol incestueux d'une femme par son frère, un enfant était né, dont la filiation paternelle ne pouvait par principe pas être établie, conformément à l'article 310-2 du code civil. La mère agit, au nom de l'enfant, devant la Commission d'indemnisation des victimes d'infractions du tribunal de grande instance de Lille. Elle argue du préjudice moral que constitue pour l'enfant le fait de ne pas pouvoir établir sa filiation. Le tribunal de grande instance a fait droit à sa demande en estimant que « la filiation est un droit de la personnalité » et que « l'impossibilité pour une personne physique d'établir sa filiation s'analyse en un préjudice moral certain ». L'enfant a reçu 100 000 FF de dommages et intérêts. Cette décision n'a cependant aucun effet en matière d'état des personnes, mais traduit assez bien l'inflation récentes des droits de la personnalité.

### Extinction de la personnalité
La personnalité juridique s'éteint avec la proclamation du décès de la personne.
Toutefois, dans certaines hypothèses, le décès de la personne n'est pas sûr, et doit alors pouvoir être judiciairement prononcé, dans le cas d'une absence prolongée de nouvelles de la personne (absence) ou de la disparition dans des circonstances de nature à mettre la vie de la personne en danger (on parle alors de disparition).

#### Décès
L'essentiel du problème consiste ici en la détermination de la certitude juridique du décès. Comment la mort peut-elle être définie par le droit ?
Quelques difficultés ont pu survenir pour définir le décès, notamment parce que le maintien d'une personne dans un état végétatif peut prolonger artificiellement la durée de la vie. Il n'est ainsi plus possible de dire que la mort est liée au moment de l'arrêt des battements du cœur (circulaire du 3 février 1948).
Le Code de la santé publique, à son article R1232-1, dispose que, outre un arrêt cardiaque et respiratoire, il est aussi nécessaire que soient réunis plusieurs signes biologiques de la mort, à savoir, ensemble :
- l'absence totale de conscience et d'activité motrice spontanée ;
- l'abolition de tous les réflexes du tronc cérébral ;
- l'absence totale de ventilation spontanée.

Le décès ne sera prouvé que par 2 encéphalogrammes nuls à 4 heures d'intervalle, ou par une angiographie indiquant de l'activité encéphalographique. La personne est alors en état de mort cérébrale, et elle pourra donc faire l'objet d'un prélèvement d'organes.
Il faut donc distinguer entre plusieurs phases de coma : la mort corticale a ainsi été distinguée de la mort cérébrale. La mort corticale n'enlève pas à l'intéressé sa qualité de sujet de droit, et n'empêche pas la victime de bénéficier d'une indemnisation. En revanche, un coma dépassé s'assimile à la mort.
Le Conseil d'État français a également connu une affaire mettant en jeu le chef d'un service de réanimation, qui a pratiqué des expériences consistant en l'inhalation sur un sujet en état de coma prolongé. Le Conseil d'État, statuant en appel du Conseil national de l'Ordre des médecins, a jugé qu'un patient « en état de mort cérébrale », bien que « maintenu en survie somatique », ne pouvait être considéré comme vivant, deux encéphalogrammes pratiqués par d'autres praticiens constituant à cet égard « des modes de preuves [...] aux résultats concordants ». Il ne pouvait donc être retenu une atteinte à la dignité humaine, puisque la personne n'était plus un sujet de droit.
En revanche, le juge administratif a conclu que « les principes déontologiques fondamentaux relatifs au respect de la personne humaine, qui s'imposent au médecin dans ses rapports avec son patient, ne cessent pas de s'appliquer avec la mort de celui-ci ». Même en état de mort cérébrale, et donc sans personnalité juridique propre, une personne reste donc un patient.

##### Acte de décès
Le Code civil français fixe, dans ses articles 78 à 92, les règles relatives à la déclaration du décès, laquelle doit intervenir auprès de l'état civil dans les 24 heures de la mort par un parent ou une personne qui a connaissance du décès. Le décès doit avoir été constaté par un médecin.

#### Situations incertaines

##### Absence
L'absence est l'état d'une personne dont on ne sait pas ce qu'elle est devenue. Elle est caractérisée « lorsqu'une personne a cessé de paraître au lieu de son domicile ou de sa résidence sans que l'on en ait eu de nouvelles » (article 112 du Code civil français). Le régime juridique de l'absent peut se distinguer en 2 phases :
- une présomption d'absence, déclarée par le juge des tutelles (article 112)
- une déclaration d'absence, prononcée par le tribunal de grande instance, 10 ans après le jugement qui a constaté la présomption d'absence (article 122).

##### Disparition
La disparition est le « fait pour une personne dont le corps n'a pu être retrouvé, d'avoir disparu dans des circonstances de nature à mettre sa vie en danger, qui justifie une déclaration judiciaire de décès » (article 88 du Code civil français).
Il s'agit donc des cas dans lesquels il y a une forte présomption de penser que la personne est décédée.

#### Survivance d'une personnalité juridique?
Les droits extrapatrimoniaux qui persistent après la mort découlent notamment du principe à valeur constitutionnelle de dignité et concernent en particulier le corps de l'individu.
Toutefois, on peut aussi considérer que la volonté de la personne décédée perdure en raison du respect donné au testament. En effet, celui-ci doit être respecté le plus possible, dans le cadre de la loi.
Dans certaines hypothèses, une personne décédée peut survivre juridiquement, hormis l'hypothèse de l'absence ci-dessus évoquée.

#### Organisation des funérailles
D'abord, la personne décédée survit par l'exécution de son testament.

#### Protection du cadavre
Ensuite, le corps du cadavre reste protégé, même si cette protection est très différente de celle due à la personne de son vivant.
En effet, bien que la vie de la personne humaine soit la valeur sociale la plus protégée dans notre société; il n'en demeure pas moins que le droit pénal accorde sa protection à la mort et plus précisément au cadavre.
Ainsi, dans un chapitre intitulé "Des atteintes au respect dû aux morts", le code pénal incrimine les atteintes à l'intégrité du cadavre, la violation et la profanation de sépulture (article 225-17 du code pénal).
Est également prohibé par l'article 434-7 du code pénal le recel de cadavre.
L'intégrité corporelle est donc protégée pendant la vie de la personne humaine, mais également après son décès.

## Personne physique endroit des sociétés en France
L'appellation « personne physique » peut aussi renvoyer, par abus de langage, à une entreprise individuelle, dont la personne physique est seule membre.

## Personne physique endroit européen
Selon la directive européenne du 29 avril 1996, n° 96/26/CE du Conseil, on entend par " entreprise, toute personne physique".
La confusion entre la personne physique et l'être humain découle en France de l'utilisation abusive de la typographie des lettres CAPITALES pour les noms de familles sur les cartes nationales d'identité ou les passeports
Pour rappel, en France, la loi Villers-Cotterêts stipule que les actes administratifs ou juridiques doivent être écrits en langue française
La typographie de la langue française pour les noms propres, les noms de familles est simple : le nom propre commence par une majuscule et tout le reste est en minuscule
L'être humain, naturel, est constitué de chair, d'os, de sang, de conscience et administre ou s'abstient d'administrer la personne physique, qui est elle, une entité juridique artificielle, une entreprise 
Il est à noter que certains chercheurs en droits français reconnaissent ce changement de typographie sur les documents officiels en tant que Fraude à l'identité de l'Être Humain.